# Sh2-16
Sh2-16 (également connue sous le nom de RCW 137) est une nébuleuse en émission visible dans la constellation du Sagittaire.
Elle est située sur le bord ouest de la constellation, à une très courte distance du centre galactique. Elle s'étend sur environ un degré dans une région obscurcie par la poussière interstellaire, en bordure d'un riche champ d'étoiles. La période la plus propice à son observation dans le ciel du soir se situe entre juin et novembre. Étant dans des déclinaisons modérément méridionales, son observation est facilitée par l'hémisphère sud.
Sh2-16 est une région H II à peu près quadrangulaire située sur le bord extérieur du bras du Sagittaire à une distance d'environ 1 500 pc (∼4 890 al) du Soleil. Elle apparaît ionisée par l'étoile bleue ALS 4381, de classe spectrale O9,5V et de magnitude apparente 11,01,. La formation d'étoiles dans la région est mise en évidence par la présence de certaines sources de rayonnement infrarouge, dont l'une identifiée par IRAS et cataloguée comme IRAS 17433-2921, ainsi que par la présence de très jeunes amas d'étoiles dans le gaz du nuage, comme [DB2000] 56, qui s'avère profondément submergé et fortement obscurci. Dans la direction du nuage on observe également le jeune amas ouvert vdB-Ha 222 et l'amas ouvert Cr 347.
Sh2-16 apparaît en relation avec d'autres régions H II proches, telles que Sh2-15, Sh2-17, Sh2-18, Sh2-19 et Sh2-20, toutes situées à environ 1 500 pc (∼4 890 al) de l'amas ouvert Cr 347. Ces nébuleuses constitueraient donc une seule grande région de formation d'étoiles située sur le bord extérieur du bras du Sagittaire. Par un effet de perspective, depuis la Terre cette région apparaît exactement superposée à la direction du centre galactique.